# Sarton
Pour les articles homonymes, voir Sarton (homonymie).
Sarton est une commune française située dans le département du Pas-de-Calais en région Hauts-de-France.
La commune fait partie de la communauté de communes des Campagnes de l'Artois qui regroupe 96 communes et compte 33 141 habitants en 2021.

## Géographie

### Localisation
Localisée dans le sud-est du département du Pas-de-Calais, Sarton est une commune drainée par l'Authie et située, à vol d'oiseau, à 8 km au sud-est de la commune de Doullens, à 26 km au nord de la commune d'Amiens (aire d'attraction) et à 30 km au sud-ouest de la commune d’Arras (chef-lieu d'arrondissement et préfecture du Pas-de-Calais).
Le territoire de la commune est limitrophe de ceux de cinq communes, dont trois, Beauquesne, Marieux et Thièvres, dans le département de la Somme.
Les communes limitrophes sont Thièvres, Orville, Beauquesne, Marieux et Thièvres.

### Hydrographie
Le territoire de la commune est situé dans le bassin Artois-Picardie.
La commune est traversée par l'Authie, cours d'eau naturel de 108,18 km, qui prend sa source dans la commune de Coigneux, située dans le département de la Somme, et qui se jette dans la Manche entre les communes de Berck et de Fort-Mahon-Plage.

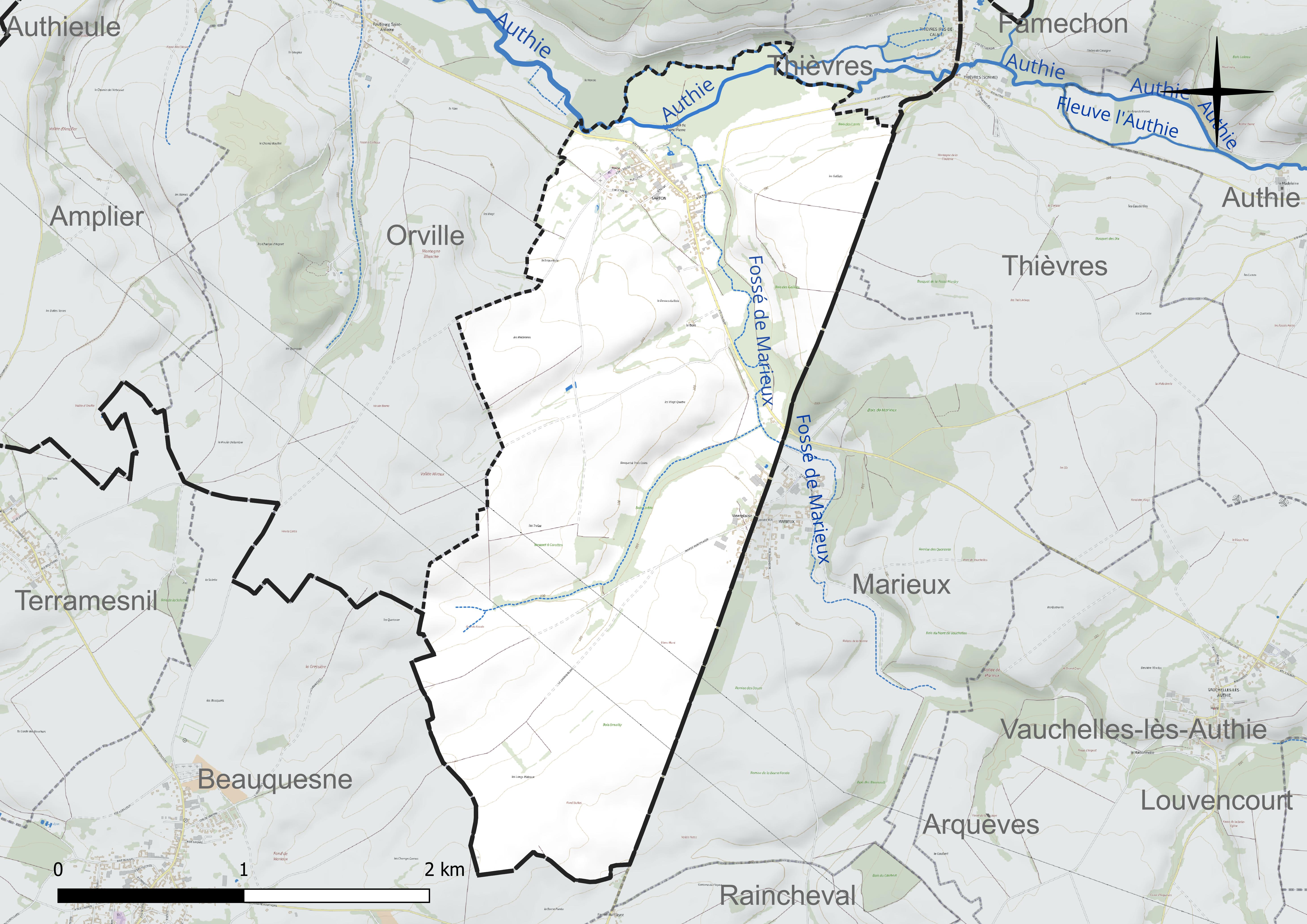
Réseau hydrographique de Sarton.

### Paysages
Pour un article plus général, voir Paysage en France.
La commune s'inscrit dans l'est du « paysage du val d’Authie » tel que défini dans l’atlas des paysages de la région Nord-Pas-de-Calais, conçu par la direction régionale de l'Environnement, de l'Aménagement et du Logement (DREAL),.
Ce paysage, qui concerne 83 communes, se délimite : au sud, dans le département de la  Somme par le « paysage de l’Authie et du Ponthieu, dépendant de l’atlas des paysages de la Picardie et au nord et à l’est par les paysages du Montreuillois, du Ternois et les paysages des plateaux cambrésiens et artésiens. Le caractère frontalier de la vallée de l’Authie, aujourd’hui entre le Pas-de-Calais et la Somme, remonte au Moyen Âge où elle séparait le royaume de France du royaume d’Espagne, au nord.
Son coteau Nord est net et escarpé alors que le coteau Sud offre des pentes plus douces. À l’Ouest, le fleuve s’ouvre sur la baie d'Authie, typique de l’estuaire picard, et se jette dans la Manche. Avec son vaste estuaire et les paysages des bas-champs, la baie d’Authie contraste avec les paysages plus verdoyants en amont.
L’Authie, entaille profonde du plateau artésien, a créé des entités écopaysagères prononcées avec un plateau calcaire dont l’altitude varie de 100 à 163 m qui s’étend de chaque côté du fleuve. L’altitude du plateau décline depuis le pays de Doullens, à l'est (point culminant à 163 m), vers les bas-champs picards, à l'ouest (moins de 40 m). Le fond de la vallée de l’Authie, quant à lui, est recouvert d’alluvions et de tourbes. L’Authie est un fleuve côtier classé comme cours d'eau de première catégorie où le peuplement piscicole dominant est constitué de salmonidés. L’occupation des sols des paysages de la Vallée de l’Authie est composée pour 70 % en culture.

### Climat
Pour des articles plus généraux, voir Climat des Hauts-de-France et Climat du Pas-de-Calais.
En 2010, le climat de la commune est de type climat océanique dégradé des plaines du Centre et du Nord, selon une étude du CNRS s'appuyant sur une série de données couvrant la période 1971-2000. En 2020, Météo-France publie une typologie des climats de la France métropolitaine dans laquelle la commune est exposée à un climat océanique et est dans la région climatique Nord-est du bassin Parisien, caractérisée par un ensoleillement médiocre, une pluviométrie moyenne régulièrement répartie au cours de l’année et un hiver froid (3 °C).
Pour la période 1971-2000, la température annuelle moyenne est de 10,4 °C, avec une amplitude thermique annuelle de 14 °C. Le cumul annuel moyen de précipitations est de 798 mm, avec 12,3 jours de précipitations en janvier et 8,9 jours en juillet. Pour la période 1991-2020, la température moyenne annuelle observée sur la station météorologique la plus proche, située sur la commune de Saulty à 12 km à vol d'oiseau, est de 10,4 °C et le cumul annuel moyen de précipitations est de 899,7 mm,. Pour l'avenir, les paramètres climatiques de la commune estimés pour 2050 selon différents scénarios d'émission de gaz à effet de serre sont consultables sur un site dédié publié par Météo-France en novembre 2022.

### Milieux naturels et biodiversité

#### Zone naturelle d'intérêt écologique, faunistique et floristique
L’inventaire des zones naturelles d'intérêt écologique, faunistique et floristique (ZNIEFF) a pour objectif de réaliser une couverture des zones les plus intéressantes sur le plan écologique, essentiellement dans la perspective d’améliorer la connaissance du patrimoine naturel national et de fournir aux différents décideurs un outil d’aide à la prise en compte de l’environnement dans l’aménagement du territoire.
Le territoire communal comprend une ZNIEFF de type 1 : la vallée de la Quillienne, ses vallons adjacents et bois d'Orville, d’une superficie de 2 143 hectares et d'une altitude variant de 65  à   154 mètres. Cette vallée associe des influences thermophiles dans les lisières et sur les pelouses et un caractère psychrophile au niveau des forêts de ravins. Une partie du site est occupée par l’agriculture intensive.

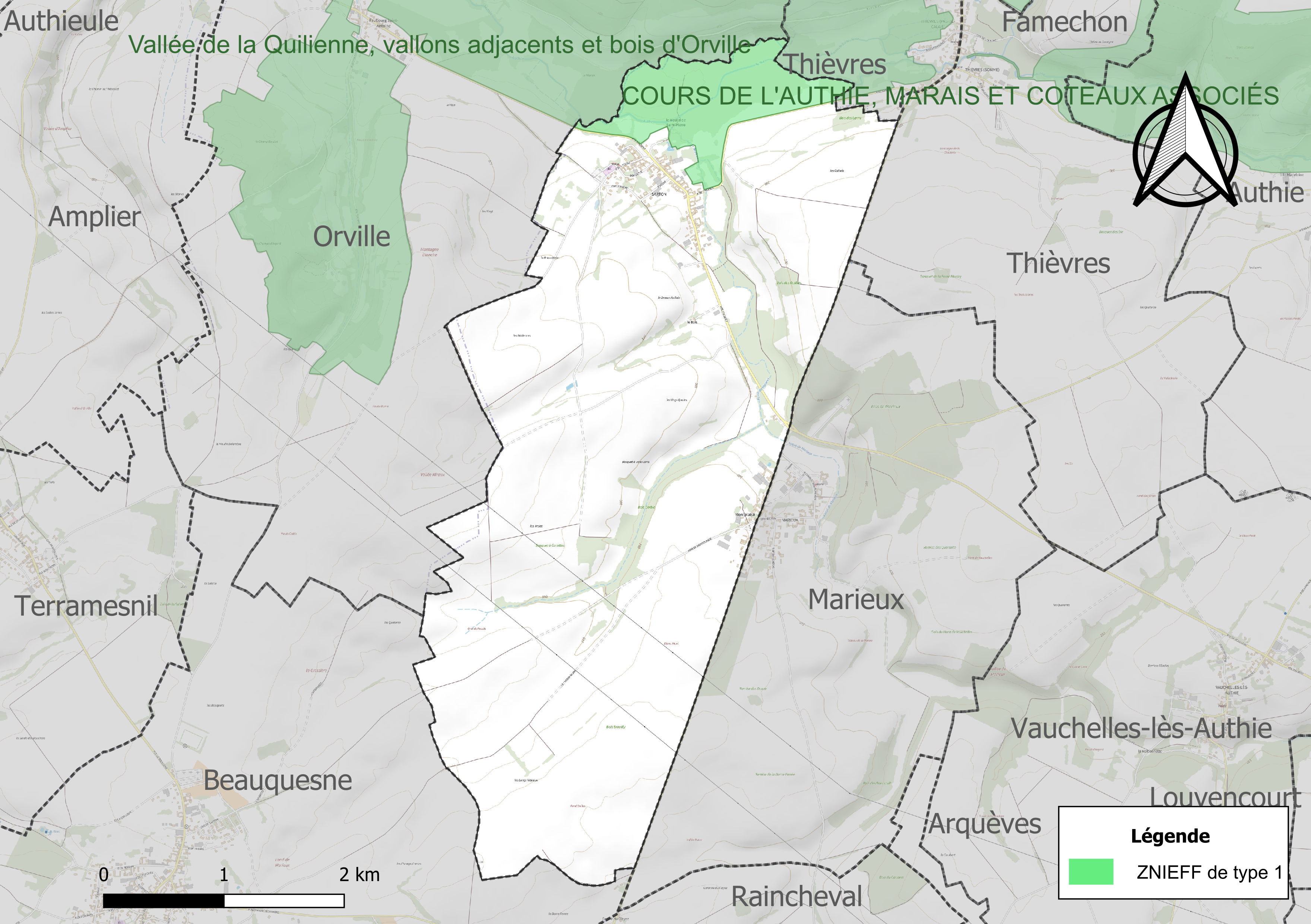
Carte de la ZNIEFF sur la commune.

## Urbanisme

### Typologie
Au 1er janvier 2024, Sarton est catégorisée commune rurale à habitat dispersé, selon la nouvelle grille communale de densité à sept niveaux définie par l'Insee en 2022.
Elle est située hors unité urbaine. Par ailleurs la commune fait partie de l'aire d'attraction d'Amiens, dont elle est une commune de la couronne,. Cette aire, qui regroupe 369 communes, est catégorisée dans les aires de 200 000 à moins de 700 000 habitants,.

### Occupation des sols
L'occupation des sols de la commune, telle qu'elle ressort de la base de données européenne d’occupation biophysique des sols Corine Land Cover (CLC), est marquée par l'importance des territoires agricoles (89,3 % en 2018), une proportion identique à celle de 1990 (89,3 %). La répartition détaillée en 2018 est la suivante : 
terres arables (71,5 %), prairies (11,2 %), forêts (6,8 %), zones agricoles hétérogènes (6,6 %), zones urbanisées (3,9 %). L'évolution de l’occupation des sols de la commune et de ses infrastructures peut être observée sur les différentes représentations cartographiques du territoire : la carte de Cassini (XVIIIe siècle), la carte d'état-major (1820-1866) et les cartes ou photos aériennes de l'IGN pour la période actuelle (1950 à aujourd'hui).

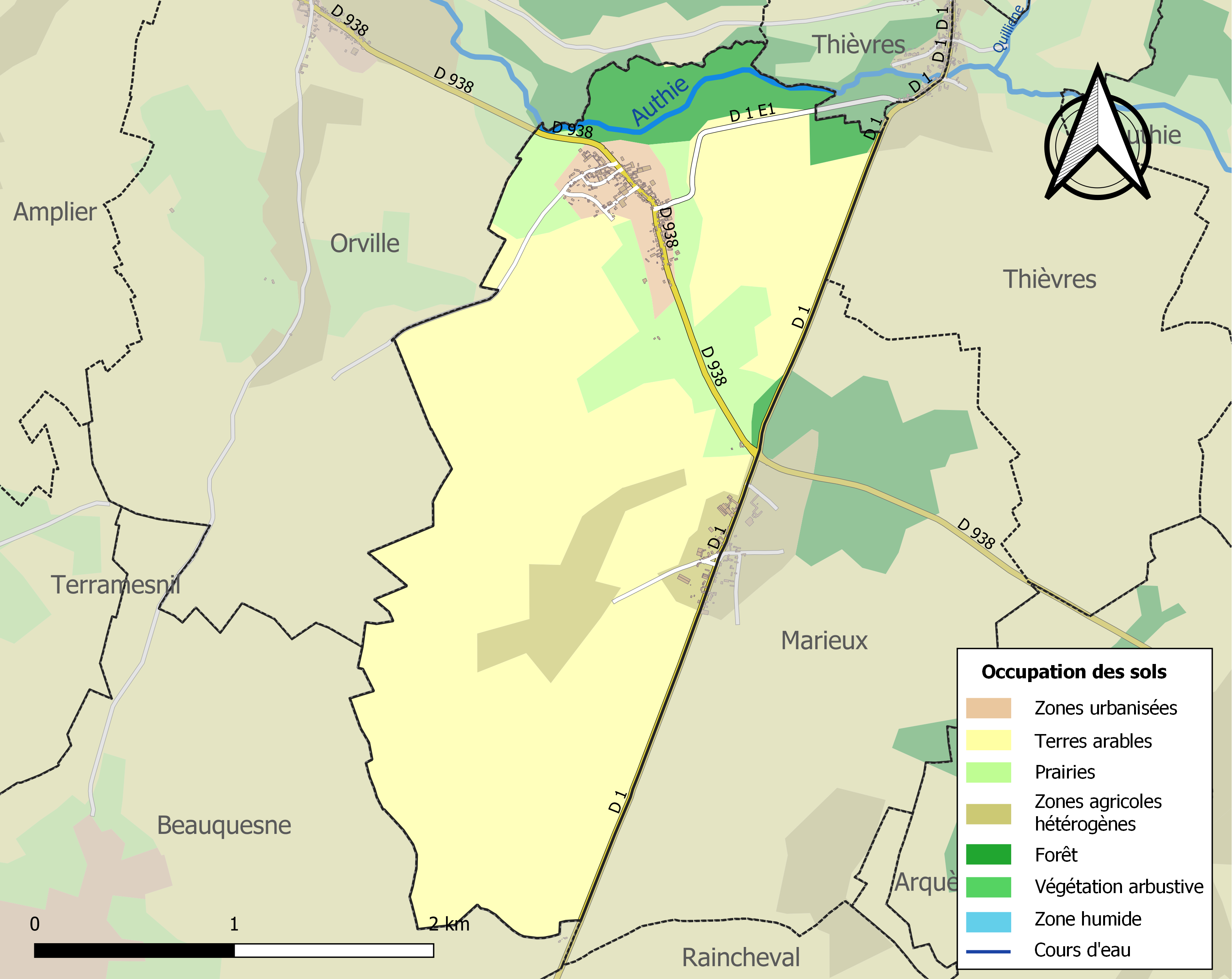
Carte des infrastructures et de l'occupation des sols de la commune en 2018 (CLC).

### Lieux-dits, hameaux et écarts
La commune de Sarton possède un hameau, Montplaisir, qui se situe à un kilomètre du centre du village. Le hameau est continue au village voisin de Marieux (Somme) dont la limite est la RD 11. D'autres maisons isolées se situent au bord de la RD 938.

## Toponymie
Le nom de la localité est attesté sous les formes Sartun (1170) ; Sartum (XIIe siècle) ; Sartonium (vers 1200) ; Sarthonium (1203) ; Sarton (1203) ; Saltonium (1223) ; Charton (1515).
Sarton, diminutif de sart, Sartum au XIIe siècle, du bas-latin sartum (défrichement), doit originairement se lire « petit Essart »,.

## Politique et administration

### Découpage territorial
La commune se trouve dans l'arrondissement d'Arras du département du Pas-de-Calais.

#### Commune et intercommunalités
La commune est membre de la communauté de communes des Campagnes de l'Artois.

#### Circonscriptions administratives
La commune est rattachée au canton d'Avesnes-le-Comte.

#### Circonscriptions électorales
Pour l'élection des députés, la commune fait partie de la première circonscription du Pas-de-Calais.

### Élections municipales et communautaires

#### Liste des maires
| Période                                  | Période                    | Identité        | Étiquette | Qualité                         |
| ---------------------------------------- | -------------------------- | --------------- | --------- | ------------------------------- |
| Les données manquantes sont à compléter. |                            |                 |           |                                 |
| mars 2001                                | 2008                       | Jean Decry      |           |                                 |
| mars 2008                                | 2020                       | Bernard Bottin  |           | Réélu pour le mandat 2014-2020, |
| 25 mai 2020                              | En cours (au 6 avril 2022) | Alexandre Decry |           | Agriculteur,                    |

## Population et société

### Démographie
Ses habitants sont appelés les Sartonais.

#### Évolution démographique
L'évolution du nombre d'habitants est connue à travers les recensements de la population effectués dans la commune depuis 1793. Pour les communes de moins de 10 000 habitants, une enquête de recensement portant sur toute la population est réalisée tous les cinq ans, les populations de référence des années intermédiaires étant quant à elles estimées par interpolation ou extrapolation. Pour la commune, le premier recensement exhaustif entrant dans le cadre du nouveau dispositif a été réalisé en 2008.

En 2022, la commune comptait 187 habitants, en évolution de +2,75 % par rapport à 2016 (Pas-de-Calais : −0,72 %, France hors Mayotte : +2,11 %).
| 1793 | 1800 | 1806 | 1821 | 1831 | 1836 | 1841 | 1846 | 1851 |
| ---- | ---- | ---- | ---- | ---- | ---- | ---- | ---- | ---- |
| 462  | 430  | 527  | 504  | 566  | 534  | 538  | 590  | 586  |

| 1856 | 1861 | 1866 | 1872 | 1876 | 1881 | 1886 | 1891 | 1896 |
| ---- | ---- | ---- | ---- | ---- | ---- | ---- | ---- | ---- |
| 554  | 565  | 578  | 529  | 498  | 480  | 451  | 543  | 459  |

| 1901 | 1906 | 1911 | 1921 | 1926 | 1931 | 1936 | 1946 | 1954 |
| ---- | ---- | ---- | ---- | ---- | ---- | ---- | ---- | ---- |
| 376  | 369  | 326  | 258  | 223  | 244  | 263  | 265  | 231  |

| 1962 | 1968 | 1975 | 1982 | 1990 | 1999 | 2006 | 2008 | 2013 |
| ---- | ---- | ---- | ---- | ---- | ---- | ---- | ---- | ---- |
| 237  | 206  | 200  | 163  | 150  | 162  | 172  | 174  | 182  |

| 2018 | 2022 | - | - | - | - | - | - | - |
| ---- | ---- | - | - | - | - | - | - | - |
| 184  | 187  | - | - | - | - | - | - | - |

#### Pyramide des âges
En 2018, le taux de personnes d'un âge inférieur à 30 ans s'élève à 35,4 %, soit en dessous de la moyenne départementale (36,7 %). De même, le taux de personnes d'âge supérieur à 60 ans est de 24,4 % la même année, alors qu'il est de 24,9 % au niveau départemental.
En 2018, la commune comptait 94 hommes pour 90 femmes, soit un taux de 51,09 % d'hommes, largement supérieur au taux départemental (48,50 %).
Les pyramides des âges de la commune et du département s'établissent comme suit.
| Hommes | Classe d’âge | Femmes |
| ------ | ------------ | ------ |
| 0,0    | 90 ou +      | 0,0    |
| 5,3    | 75-89 ans    | 7,8    |
| 18,1   | 60-74 ans    | 17,8   |
| 24,5   | 45-59 ans    | 17,8   |
| 19,1   | 30-44 ans    | 18,9   |
| 8,5    | 15-29 ans    | 15,6   |
| 24,5   | 0-14 ans     | 22,2   |

| Hommes | Classe d’âge | Femmes |
| ------ | ------------ | ------ |
| 0,5    | 90 ou +      | 1,6    |
| 5,6    | 75-89 ans    | 8,9    |
| 16,7   | 60-74 ans    | 18,1   |
| 20,2   | 45-59 ans    | 19,2   |
| 18,9   | 30-44 ans    | 18,1   |
| 18,2   | 15-29 ans    | 16,2   |
| 19,9   | 0-14 ans     | 17,9   |

### Composition

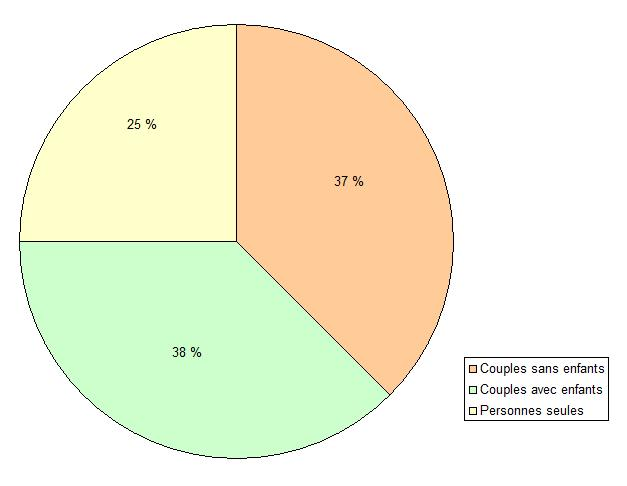
Composition des foyers, en 2007.

En 2007, la population comportait 64 familles, dont 24 couples sans enfants (38 %), 24 couples avec enfants (38 %) et seize personnes seules, toutes des hommes (25 %).

### Enseignement
En 2009, Sarton possède une école primaire.

## Économie

### Emploi
En 2007, il y a, à Sarton, 111 personnes en âge de travailler (34,2 % de la population), dont 81 actives (73 %) et 30 inactives (27 %). La population active comporte 47 hommes (54 % de la population masculine) et 34 femmes (39 % de la population féminine). 76 personnes ont un emploi (taux d'emploi : 94 %) et 5 sont au chômage (taux de chômage : 7 %).
|        | Emploi              | Emploi         | Chômage             | Chômage        |
|        | Nombre de personnes | Proportion (%) | Nombre de personnes | Proportion (%) |
| Hommes | 44                  | 94             | 3                   | 6              |
| Femmes | 32                  | 94             | 2                   | 6              |

Parmi les trente personnes inactives, il y a treize enfants (43 %), huit étudiants (27 %) et neuf classées « autres inactifs » (30 %).

### Revenus
En 2007, Sarton compte 69 foyers fiscaux, regroupant 163 personnes (94 % de la population). La médiane des revenus fiscaux annuels, par personne, est 17 027 €.

### Activités
En 2007, Sarton accueille trois entreprises : une alimentation, une entreprise de commerce et de réparation d'automobiles et une entreprise d'hôtellerie et de restauration.
En 2000, la commune compte onze exploitations agricoles.

## Culture locale et patrimoine

### Lieux et monuments
- L'église Notre-Dame remonte au XVIe siècle.
- Ancienne abbaye dont il ne reste que les murs
- Ancien moulin.
- Manoir, avec jardin orné de topiaires.

### Héraldique
|  | Les armes de la commune se blasonnent ainsi : d'azur à la barre d'argent chargée d'une aigle de gueules posée à plomb. |

## Pour approfondir